# Distretto di Tagab (Kapisa)
Il distretto di Tagab è un distretto dell'Afghanistan appartenente alla provincia di Kapisa. Viene stimata una popolazione di 41 958 abitanti (stima 2016-17).